# Nelson Lemaire
Nelson Christophe Lemaire Vargas (19 ottobre 2001) è un calciatore dominicano, difensore del Tubize-Braine.

## Carriera

### Club
Lemaire è cresciuto nel settore giovanile dell'Union Saint-Gilloise, che lo ha prelevato nel 2015 dal White Star Bruxelles. Nel 2022 è stato promosso nella formazione Under-23 militante in quarta divisione.

### Nazionale
Nel 2024 è stato convocato dalla nazionale olimpica dominicana per partecipare ai Giochi della XXXIII Olimpiade.